# Antonio Rubén Campos
Antonio Rubén Campos (Villa Pueyrredón, Buenos Aires, 13 de octubre de 1950 es un médico y político argentino perteneciente a la Unión Cívica Radical.

## Biografía
Desarrolló sus estudios primarios en la Escuela Pública Enrique Mosconi y cursó la secundaria en el Colegio Eduardo Wilde, mientras trabajaba.[cita requerida] Ingresó a la Universidad de Buenos Aires en 1968, en la Facultad de Medicina, graduándose como médico en 1974.
Sus primeros tres años de profesión los desarrolló en el Hospital Público Enrique Tornú, de modo ad-honorem, en la unidad de neumotisiología.[cita requerida]
Ingresó en el año 1978 en el Hospital Provincial de Ezeiza como médico de planta. Se graduó como médico especialista en imágenes en 1986. Fue médico del ex-Hospital Vecinal de Urquiza, siendo además Director ad-honorem durante dos años. Fue médico interno los días domingo del Policlínico Bancario y se desempeñó en el Hospital Provincial de Ezeiza hasta que asumió su banca como Legislador de la Ciudad.

## Actividad política
Militó en la Asociación Reformista de Estudiantes de Medicina (AREM) al principio de su carrera universitaria. Su afiliación a la Unión Cívica Radical fue en 1981. Fue delegado, por primera vez, del Comité Capital de la UCR en 1987. En 1991 fue presidente de la Sección 27 de UCR Capital. Fue precandidato a concejal en 1991, por la lista Renovación. Fue candidato a concejal número 11 en 1994.
Fue legislador de la Ciudad Autónoma de Buenos Aires entre 1998 y 2001. En 2003, fue Auditor General de la Ciudad Autónoma de Buenos Aires.
Actualmente es legislador de la Ciudad Autónoma de Buenos Aires

## Actividad como Legislador de laCiudad Autónoma de Buenos Aires
Rubén prioriza la mejora de la calidad de vida de los vecinos de la ciudad, presentando proyectos concretos que tienden a que el vecino tenga soluciones a sus problemas.
Algunos proyectos presentados por el diputado Campos que recibieron aprobación:
- Ley de becas a mejores alumnos: por la cual los alumnos con mejores promedios, sin sanciones disciplinarias y con alto nivel de asistencia reciban una beca equivalente al salario mínimo, vital y móvil.[1]
- Ley Cine Teatro Aconcagua: el Cine Teatro Aconcagua será un nuevo Centro Cultural. La Legislatura porteña aprobó la Ley que declara de utilidad pública y sujeto a expropiación por su valor histórico y cultural para convertirlo en un Centro Cultural.[cita requerida]
- Adhesión por parte de la ciudad a la Ley Nacional 26567, sancionada el 25 de noviembre de 2009, que regula el ejercicio de la actividad farmacéutica, "la falta de aplicación de la Ley Nacional que regula el ejercicio de la actividad farmacéutica, y que prohíbe la venta de medicamentos fuera del circuito de las farmacias, provoca un vacío legal" que propicia la comercialización en supermercados y kioscos.[2]
- Declaración de  "Sitio de Interés Cultural" al  Centro Cultural Ricardo Rojas de la Universidad de Buenos Aires[cita requerida]
- Declaración de La torre del Parque de la Ciudad como Bien Cultural de la Ciudad.  Es una monumental obra arquitectónica, un verdadero orgullo para los porteños.
- Declaración sitio histórico a la Parroquia San Patricio, donde el 4 de julio de 1976 se produce la Masacre de San Patricio

### Sobre su visión del oficialismo
Rubén Campos opinó sobre funcionarios de Educación del gobierno de Mauricio Macri:  deberá entender que las escuelas pertenecen al Estado y el mismo lo componen sus ciudadanos, que entre otras demandas, tienen a la educación como prioritaria y desde ningún punto de vista el Estado debe dejar su función de dirigir y ejecutar las políticas educativas".